# Шоитъюган
Шоитъюган (устар. Шоит-Соим) — река в России, протекает по Ханты-Мансийскому АО. Устье реки находится в 17 км по левому берегу реки Шеркальская. Длина реки составляет 17 км.

## Данные водного реестра
По данным государственного водного реестра России относится к Нижнеобскому бассейновому округу, водохозяйственный участок реки — Обь от впадения Иртыша до впадения реки Северная Сосьва, речной подбассейн реки — бассейны притока Оби от Иртыша до впадения Северной Сосьвы. Речной бассейн реки — (Нижняя) Обь от впадения Иртыша.
Код объекта в государственном водном реестре — 15020100112115300019931.